# Os marcianos (cientistas)
"Os marcianos" (em húngaro:  "A marslakók") é um termo usado para se referir a um grupo de proeminentes cientistas húngaros (principalmente, mas não exclusivamente, físicos e matemáticos) de ascendência judaica que emigraram da Europa para os Estados Unidos na primeira metade do século XX. 
Leo Szilard, que sugeriu brincando que a Hungria era uma fachada para alienígenas de Marte, usou esse termo. Em resposta à pergunta de por que não há evidências de vida inteligente além da Terra, apesar da alta probabilidade de existir, Szilárd respondeu: "Eles já estão aqui entre nós – eles apenas se autodenominam húngaros." Este relato é apresentado no livro de György Marx, The Voice of the Martians. 

## Homens freqüentemente incluídos na descrição
Paul Erdős, Paul Halmos, Theodore von Kármán, John G. Kemeny, John von Neumann, George Pólya, Leó Szilárd, Edward Teller e Eugene Wigner estão incluídos no grupo The Martians. 

## Origem do nome

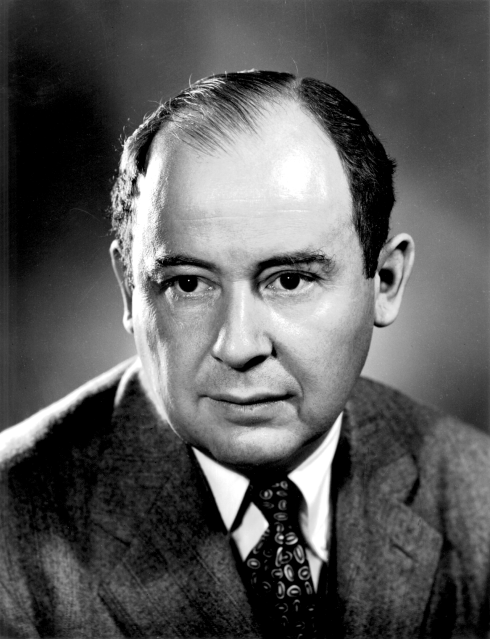
John von Neumann em Los Alamo

A história original do livro de György Marx, A Voz dos Marcianos:

O universo é vasto, contendo miríades de estrelas... que podem ter planetas orbitando-as... As coisas vivas vão se multiplicar, evoluir por seleção natural e se tornar mais complicadas até que criaturas eventualmente ativas e pensantes vão surgir... Desejando novos mundos... elas deverão se espalhar por toda Galáxia. Essas pessoas muito excepcionais e talentosas dificilmente poderiam ignorar um lugar tão belo como a nossa Terra. "Portanto," Fermi chegou à sua pergunta, "se tudo isso tem acontecido, eles já deveriam ter chegado até aqui agora, então onde estão?" Foi Leo Szilard, um homem com um senso de humor afiado, quem deu a reposta perfeita para o Paradoxo de Fermi: "Eles estão entre nós," ele disse, "mas eles se autodenominam Húngaros."

## Cientistas da Europa Central que emigraram da Europa para os Estados Unidos
Durante e após a Segunda Guerra Mundial, muitos cientistas da Europa Central imigraram para os Estados Unidos, principalmente refugiados judeus fugindo do nazismo ou do comunismo.  Vários eram de Budapeste e foram fundamentais para o progresso científico norte-americano (por exemplo, desenvolvendo a bomba atômica).